# MB Miðvágur
A MB Miðvágur egy feröeri labdarúgóklub. A Feröeri labdarúgó-bajnokság negyedosztályában játszik.
1993-ban a klub egyesült az SÍF Sandavágurral, és megalakult az FS Vágar. Miután az együttműködés 2004-ben zsákutcába jutott, az újjáalakult MB a 3. deildben (negyedosztály) kezdhette újra, ahonnan azonnal feljutottak a 2. deildbe (harmadosztály).

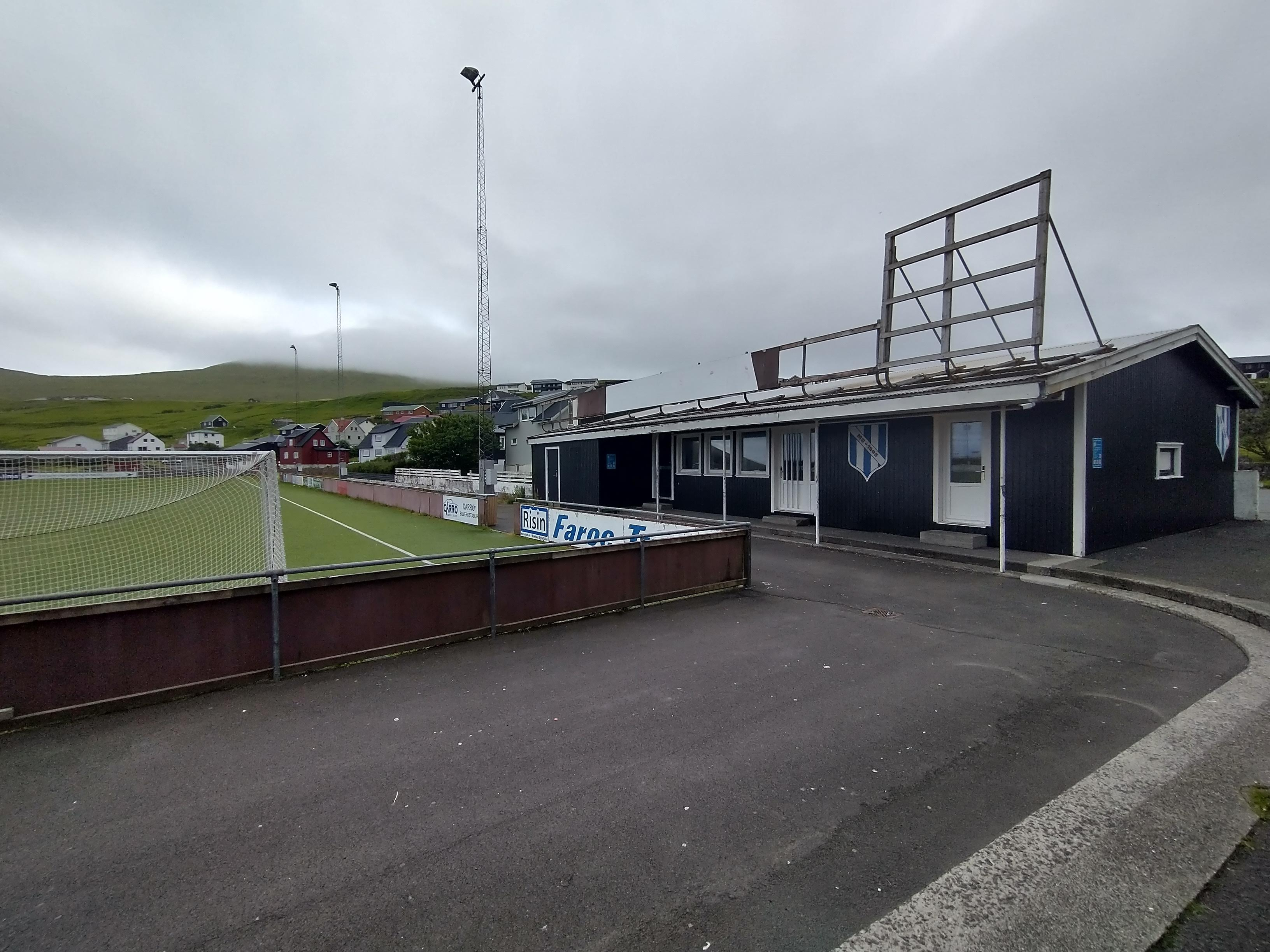
A Miðvágur stadion

## Eredmények
A klub legjobb eredménye az 1990-ben elért 3. helyezés.